# Pedro Barros
Pedro „Pedrinho“ de Silva Barros (* 16. března 1995 Florianópolis) je brazilský skateboardista, soutěžící v disciplínách park a bowl.
Prvního mezinárodního vítězství dosáhl jako amatér v roce 2008. Je historicky nejúspěšnějším soutěžícím v disciplíně park na X Games, kde získal deset medailí, z toho šest zlatých v letech 2010, 2012, 2013, 2013, 2014 a 2016. V roce 2018 zvítězil na mistrovství světa ve skateboardingu v Nankingu. Na světovém šampionátu získal také tři stříbrné (2016, 2017 a 2024) a jednu bronzovou (2023) medaili. V roce 2018 vyhrál i závod Vans Park Series ve Vancouveru a Red Bull Bowl Rippers v Marseille.
V roce 2021 se zúčastnil olympijské premiéry skateboardingu na tokijských hrách a v disciplíně park obsadil druhé místo za Australanem Keeganem Palmerem. Postoupil do finále také na Letních olympijských hrách 2024, kde obsadil čtvrté místo, když na bronzového krajana Augusta Aikia ztratil pouze dvě desetiny bodu.
Věnuje se také podnikání, je majitelem pivovaru LayBack a módní značky Privê. V rodném Florianópolis financuje stavbu skateparků a další sociální projekty. Jeho zálibou je hudba a vystupuje jako kytarista s doom metalovou skupinou Melissa.